# Монотонная последовательность
Монотонная последовательность — это последовательность, элементы которой с увеличением номера не возрастают, или, наоборот, не убывают. Подобные последовательности часто встречаются при исследованиях и имеют ряд отличительных особенностей и дополнительных свойств. Последовательность из одного числа не может считаться возрастающей или убывающей.

## Определения
Пусть имеется множество {\displaystyle X}, на котором введено отношение порядка.
Последовательность {\displaystyle \{x_{n}\}} элементов множества {\displaystyle X} называется неубывающей, если каждый элемент этой последовательности не превосходит следующего за ним.
{\displaystyle \{x_{n}\}} — неубывающая {\displaystyle \Leftrightarrow ~\forall n\in \mathbb {N} \colon x_{n}\leqslant x_{n+1}}
Последовательность {\displaystyle \{x_{n}\}} элементов множества {\displaystyle X} называется невозрастающей, если каждый следующий элемент этой последовательности не превосходит предыдущего.
{\displaystyle \{x_{n}\}} — невозрастающая {\displaystyle \Leftrightarrow ~\forall n\in \mathbb {N} \colon x_{n}\geqslant x_{n+1}}
Последовательность {\displaystyle \{x_{n}\}} элементов множества {\displaystyle X} называется возрастающей, если каждый следующий элемент этой последовательности превышает предыдущий.
{\displaystyle \{x_{n}\}} — возрастающая {\displaystyle \Leftrightarrow ~\forall n\in \mathbb {N} \colon x_{n}<x_{n+1}}
Последовательность {\displaystyle \{x_{n}\}} элементов множества {\displaystyle X} называется убывающей, если каждый элемент этой последовательности превышает следующий за ним.
{\displaystyle \{x_{n}\}} — убывающая {\displaystyle \Leftrightarrow ~\forall n\in \mathbb {N} \colon x_{n}>x_{n+1}}
Последовательность называется монотонной, если она является неубывающей, либо невозрастающей.
Последовательность называется строго монотонной, если она является возрастающей, либо убывающей.
Очевидно, что строго монотонная последовательность является монотонной.
Иногда используется вариант терминологии, в котором термин «возрастающая последовательность» рассматривается в качестве синонима термина «неубывающая последовательность», а термин «убывающая последовательность» — в качестве синонима термина «невозрастающая последовательность». В таком случае возрастающие и убывающие последовательности из вышеприведённого определения называются «строго возрастающими» и «строго убывающими», соответственно.

## Промежутки монотонности
Может оказаться, что вышеуказанные условия выполняются не для всех номеров {\displaystyle n\in \mathbb {N} }, а лишь для номеров из некоторого диапазона
{\displaystyle I=\{n\in \mathbb {N} \mid N_{-}\leqslant n<N_{+}\}}
(здесь допускается обращение правой границы {\displaystyle N_{+}} в бесконечность). В этом случае последовательность называется монотонной на промежутке {\displaystyle I}, а сам диапазон {\displaystyle I} называется промежутком монотонности последовательности.

## Примеры
- Последовательность натуральных чисел.
  - {\displaystyle \forall n\in \mathbb {N} \colon x_{n}=n}.
  - Начальные отрезки: {\displaystyle (1,2,3,4,5,6,7,8,\cdots )}.
  - Возрастающая последовательность.
  - Состоит из натуральных чисел.
  - Ограничена снизу, сверху не ограничена.

- Последовательность Фибоначчи.
  - {\displaystyle x_{n}={\begin{cases}1,&n=1\lor n=2\\x_{n-1}+x_{n-2},&n\geqslant 3\end{cases}}}
  - Начальные отрезки: {\displaystyle (1,1,2,3,5,8,13,21,\cdots )}.
  - Неубывающая последовательность.
  - Состоит из натуральных чисел.
  - Ограничена снизу, сверху не ограничена.

- Геометрическая прогрессия с основанием {\displaystyle 1/2}.
  - {\displaystyle \forall n\in \mathbb {N} \colon x_{n}={\frac {1}{2^{n-1}}}}.
  - Начальные отрезки: {\displaystyle (1,1/2,1/4,1/8,1/16,\cdots )}.
  - Убывающая последовательность.
  - Состоит из рациональных чисел.
  - Ограничена с обеих сторон.

- Последовательность, сходящаяся к числу e.
  - {\displaystyle \forall n\in \mathbb {N} \colon x_{n}=\left(1+{\frac {1}{n}}\right)^{n}}.
  - Начальные отрезки: {\displaystyle (2,9/4,64/27,625/256,\cdots )}.
  - Возрастающая последовательность.
  - Состоит из рациональных чисел, но сходится к трансцендентному числу.
  - Ограничена с обеих сторон.

- Последовательность рациональных чисел вида {\displaystyle x_{n}=\,\!(n-5)^{2}} не является монотонной. Тем не менее, она (строго) убывает на отрезке {\displaystyle \{1,\,\!2,3,4\}} и (строго) возрастает на промежутке {\displaystyle \{n\in \mathbb {N} \mid n\geqslant 5\}}.

## Свойства
- Ограниченность.
  - Всякая неубывающая последовательность ограничена снизу.
  - Всякая невозрастающая последовательность ограничена сверху.
  - Всякая монотонная последовательность ограничена по крайней мере с одной стороны.

- Монотонная последовательность сходится тогда и только тогда, когда она ограничена с обеих сторон.(Теорема Вейерштрасса об ограниченных монотонных последовательностях)
  - Сходящаяся неубывающая последовательность ограничена сверху своим пределом.
  - Сходящаяся невозрастающая последовательность ограничена снизу своим пределом.